# Cardosinho (futebolista)
João Batista Domingues de Souza Lins, mais conhecido como Cardosinho (Lins, 18 de junho de 1946) é um ex-futebolista brasileiro, que atuava como ponta.
Cardosinho começou no Linense, em 1964. Dois anos depois jogou no clube de maior expressão na sua carreira, o Palmeiras, onde ganhou um campeonato paulista e foi bicampeão brasileiro. Após sair do Palmeiras em 1968, passou por vários times menores nos anos seguintes e se aposentou no clube que o revelou, o Linense, em 1978. Ele tem três irmãos que também foram jogadores de futebol, todos começaram a carreira no Linense. Atualmente, Cardosinho mora em Piracicaba.<

## Títulos
Palmeiras
- Campeonato Paulista: 1966
- Campeonato Brasileiro: 1967 (Robertão) e  1967 (Taça Brasil)